# Spraakbanaan

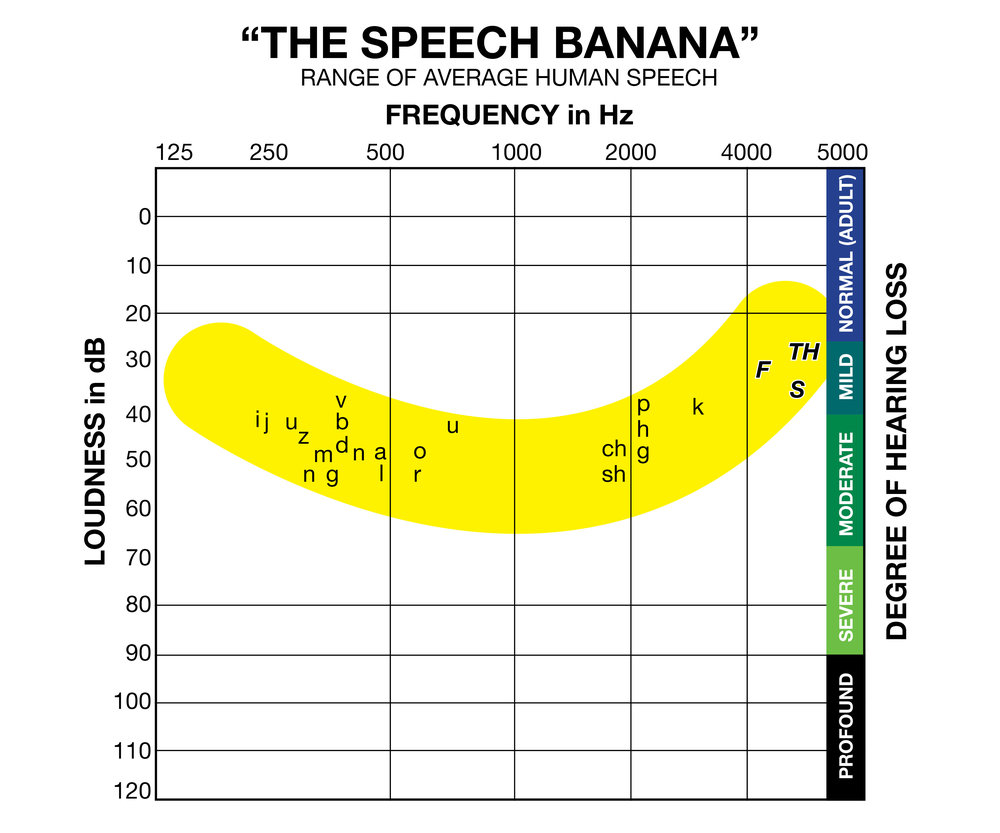
Spraakbanaan

De spraakbanaan is een zone in een frequentie/luidheid-grafiek waarbinnen de fonemen van alle talen van de wereld vallen. De spraakbanaan kan weergegeven worden in de vorm van een audiogram, de grafische weergave van iemands gehoordrempel bij een reeks frequenties en geluidniveaus. De eenheid van de x-as is hertz en op de y-as staat het geluidsniveau in decibel. 
De spraakbanaan toont welke frequenties en welke geluidsniveaus een mens moet kunnen waarnemen om de natuurlijke spraak van iemand anders te kunnen verstaan, waarbij de afstand tussen beide personen 1 meter bedraagt, uiteraard in afwezigheid van achtergrondgeluid.
Mensen kunnen ook geluiden buiten de spraakbanaan waarnemen. Deze geluiden komen dus niet voor in menselijke spraak, maar wel in omgevingsgeluiden zoals het ritselen van bladeren in de wind of het fluiten van vogels. Ook kunnen kunstmatige geluiden buiten de spraakbanaan vallen, zoals muziek of mechanisch geluid, zoals auto's of  grasmaaiers. 

## Achtergrond en ontwikkeling
Als alle spraakklanken of fonemen van alle bekende menselijke talen worden uitgezet op een audiogram, clusteren ze in een gebied in van het geluidsspectrum dat een kromme vorm heeft, vandaar dat dit cluster de naam spraakbanaan kreeg.
De eerste spraakbanaan was gebaseerd op in 1959 gepubliceerd onderzoek bij Zweedse sprekers. Later werd de spraakbanaan aangepast, onder andere voor de Engelse taal; In 2013 voor het Thais en rond 2018 ook voor het Mandarijn.
Er zijn verschillende vormen van de spraakbanaan ontwikkeld. De spraakbanaan wordt ook wel vereenvoudigd om deze in een audiogram in octaafbanden te kunnen gebruiken.   

## Gebruik van de spraakbanaan

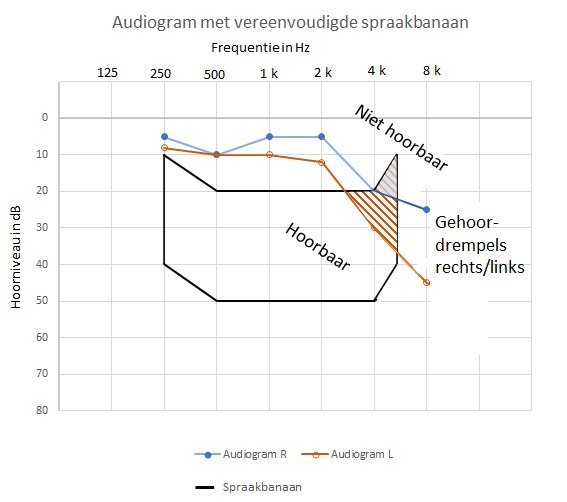
Audiogram van een persoon met lichte presbyacusis getekend over een vereenvoudigde spraakbanaan

Audiologen houden zich voornamelijk bezig met gehoorverlies dat optreedt in de spraakbanaan. Als een gemeten audiogram van een persoon met gehoorschade zich binnen of zelfs onder de spraakbanaan bevindt, zal de persoon in meerdere of mindere mate moeite hebben om andere personen te verstaan. Als de curve van een audiogram de spraakbanaan doorsnijdt wordt het voor de proefpersoon en de mensen om hem of haar heen duidelijk welke klanken moeilijk of niet verstaanbaar zijn.
Als kinderen gehoorverlies hebben binnen de spraakbanaan kan dat gevolgen hebben voor de ontwikkeling van de taal en voor hun spraakvaardigheid, en dit kan op zijn beurt het leren ernstig belemmeren. Als volwassenen gehoorverlies hebben in de spraakbanaan kan dat communicatiemogelijkheden belemmeren. Dit kan voorkomen bij ouderen met leeftijdsgerelateerd gehoorverlies (presbyacusis), maar ook bij mensen met gehoorschade door hun werk of door veelvuldige blootstelling aan harde muziek.

## Klanken binnen de spraakbanaan
De fonemen horen in een goede spraakbanaan te staan op plaats in het audiogram van hun dominante frequentie, de frequentie die het meest van belang is om de klank goed te verstaan.
De meeste klinkers liggen in de spraakbanaan lager dan de meeste medeklinkers. Dit betekent dat bij gehoorverlies de medeklinkers eerder wegvallen dan de klinkers. Ook blijkt dat de medeklinkers als de s, th en f een hogere frequentie hebben dan bijvoorbeeld v, b en d. Dat betekent dat bij het meest voorkomende hoogfrequente gehoorverlies het eerst effect heeft op verstaanbaarheid van woorden die een s of een f bevatten. 